# Bassin de Vienne

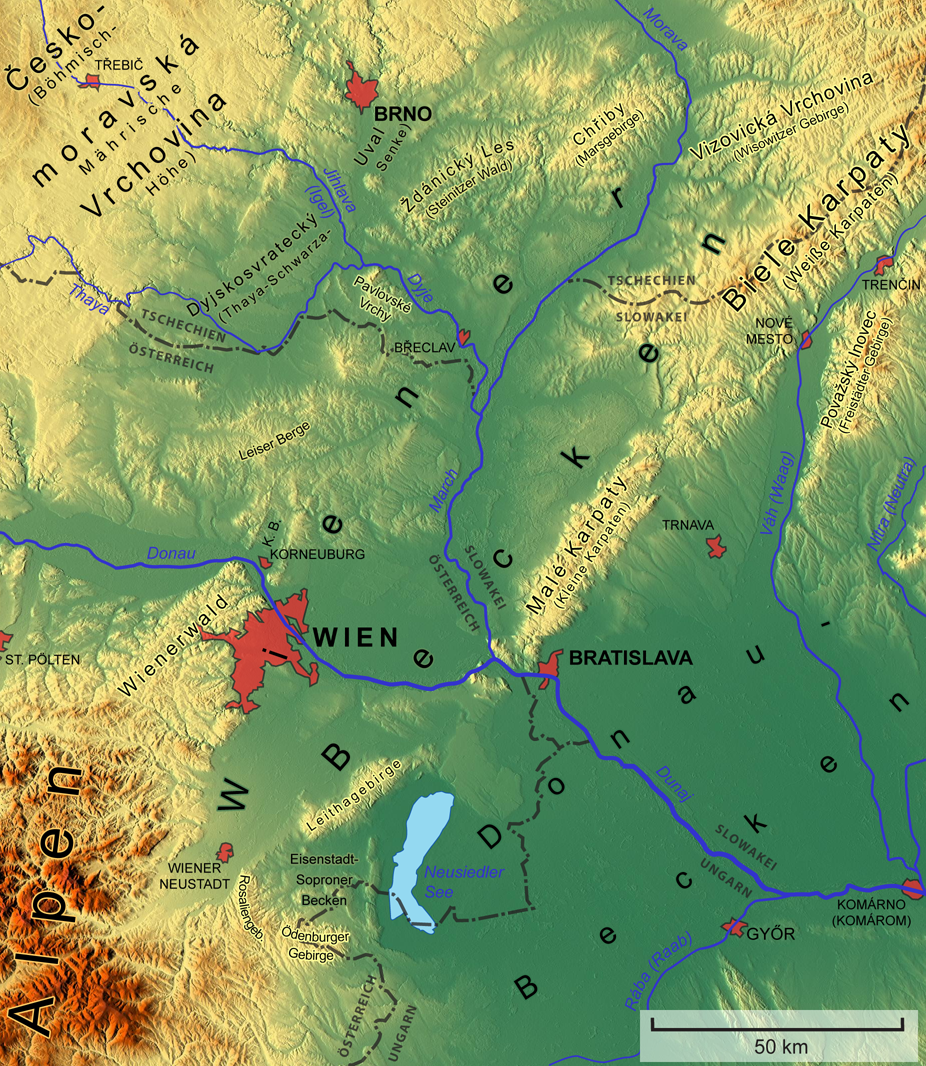
Carte physique du bassin de Vienne.

Le bassin de Vienne (en allemand : Wiener Becken, en tchèque : Vídeňská pánev, en slovaque : Viedenská kotlina) est un bassin tectonique situé entre les Alpes et les Carpates, toutes deux faisant partie de la ceinture alpine, et la plaine de Pannonie.

## Géographie physique
Plus de 50 % du bassin de Vienne se trouve en Autriche (le land de Basse-Autriche au nord-est du pays), le reste est en République tchèque et en Slovaquie. C'est un bassin sédimentaire qui affecte la forme d'un losange s'étendant de 200 kilomètres de sud-ouest en nord-est et de 50 kilomètres de nord-ouest en sud-est.
La plaine est limitée au nord est à l'est par les contreforts des Carpates occidentales (Carpates blanches). À l'ouest, elle touche le massif du Wienerwald, l'extrémité orientale de l'arc alpin s'étendant jusqu'au Danube au-dessous du Leopoldsberg (la « porte de Vienne »). Au sud-est, les Petites Carpates (Malé Karpaty) et la montagne de la Leitha forment sa frontière naturelle avec la plaine de Pannonie (la « porte de Hongrie »). Au sens de la phytogéographie, le passage à la puszta du bassin carpatique est parfois rattaché à la steppe eurasienne.

### Subdivision
Le bassin de Vienne peut se décomposer en quatre parties géographiquement homogènes :
- le bassin de Vienne proprement-dit :
  - les plaines du Marchfeld s'étendant à l'est de Vienne jusqu'aux rives de la rivière Morava (March) ;
  - la plaine de Wiener Neustadt au sud du Danube ;
- les collines du Weinviertel oriental ;
- la basse plaine des rives de la Morava et de la Thaya en Moravie, appelée Dolnomoravský úval (la vallée de Basse-Moravie)  en République tchèque ;
- la plaine adjacente à l'est de la Morava en Slovaquie, appelée Záhorská nížina (le « bas-pays derrière les montagnes ») :
  - Borská nížina (le bas-pays de pins) ;
  - les collines de la rivière Chvojnica (Chvojnická pahorkatina).